# Falsa identitat
Falsa identitat (títol original: Domestic Disturbance) és una pel·lícula estatunidenca de l'any 2001 dirigida per Harold Becker i protagonitzada per John Travolta, Vince Vaughn, Teri Polo, Matt O'Leary i Steve Buscemi. Ha estat doblada al català
Pel seu paper en aquesta pel·lícula, John Travolta va ser nominat al Premi Golden Raspberry com a pitjor actor. Mentre que Matt O'Leary va ser nominat als premis Young Artist com a millor actor de repartiment.

## Argument
Susan Morrison (Teri Polo) es a punt de casar-se amb Rick Barnes (Vince Vaughn), un ric empresari. Danny (Matt O'Leary), fill del seu anterior matrimoni amb Frank (John Travolta), no és feliç amb la idea del casament de la seva mare. Una nit Danny és testimoni d'un assassinat comès per Rick. Danny tracta demostrar que Rick és un assassí, i només el seu pare Frank el creurà.

## Repartiment
- John Travolta: Frank Morrison
- Vince Vaughn: Rick Barnes
- Matt O'Leary: Danny Morrison
- Teri Polo: Susan
- Steve Buscemi: Ray Coleman
- James Lashly: Jason
- Rebecca Tilney: Laurie
- Debra Mooney: Theresa
- Susan Floyd: Diane

## Incidents durant el rodatge
L'abril de 2001, durant el rodatge de la pel·lícula, Steve Buscemi va ser apunyalat en la gola, el cap i el braç, per intervenir en una baralla en un bar en Wilmington, Carolina del Nord, entre el guionista Scott Rosenberg, Vince Vaughn i un ciutadà de la localitat, Timothy Fogerty, que suposadament va provocar l'incident. Vaughn, Rosenberg i dos homes de la localitat, van ser detinguts amb càrrecs de delictes menors per la baralla. Buscemi no va rebre càrrecs. Els quatre van ser immediatament alliberats sota fiança. L'agressor de Buscemi, Timothy Fogerty, un resident de Wilmington de 21 anys, va ser acusat d'assalt a mà armada. Buscemi va ser portat un hospital local en estat crític, tan bon punt es va recuperar, va volar de tornada cap a Nova York.